# Blütenträume (Film)
Blütenträume ist ein Fernsehfilm unter der Regie von Paul Harather, der auch das Drehbuch schrieb, nach dem gleichnamigen Bühnenstück von Lutz Hübner und Sarah Nemitz.

## Handlung
Sechs einsame ältere Menschen („Nein sie seien keine Senioren, sondern Menschen in der nachberuflichen Lebensphase!“) treffen sich in der Volkshochschule in einem Kurs 50+, um für eine erfolgreiche Partnerfindung Anregungen und Hilfestellungen zu bekommen. Da sind die zwei verwitweten älteren Damen Frieda und Gila. Frieda hatte ihren hoch verehrten 20 Jahre älteren akademischen Lehrer geheiratet und am Ende schwer unter dessen Demenz gelitten. Gila aus einfachen Verhältnissen leidet unter der Einsamkeit und der Ausbeutung ihrer Kinder. Britta war Bibliothekarin. Nach dem Ende einer Fernbeziehung sehnt sie sich nach Nähe, die sie aber wohl schwer aushält und durch überkritisches Emanzengebaren verhindert. Friedrich ist ein emeritierter Schulleiter mit Intellektuellengehabe, dessen Ehe kaputt ging, weil er langjährig eine Beziehung zu einer viel jüngeren Frau hatte. Heinz, von einfacher bodenständiger Natur, war Autolackierer und trennte sich von seiner Frau. Er unterstützte seinen Sohn mit allem seinen Geld, doch der lernte das eigenständige Laufen trotzdem nicht. Ulf floh nach seiner Scheidung von seiner Frau nach Tonga und hoffte dort vergeblich als Schreiner gebraucht zu werden.
Zu diesen sechs Leuten stößt Julia. Sie ist jünger, wollte eigentlich in den Kurs 40+, der aber nicht zustande kam. Sie ist Maklerin, eine Karrierefrau. Aber, obwohl sie schnell mit Männern intim wurde, blieb keiner bei ihr.
Den erwartungsvollen Blicken der Kursteilnehmer tritt der junge Jan als Kursleiter entgegen. Er ist Schauspieler ohne Engagements, der sich jetzt schon einmal mit Werbeauftritten weiter hilft. Er hat Psychologie studiert, aber im eigenen Leben keinen Erfolg mit Partnerschaften. Er soll diesen älteren Menschen Hilfestellungen zur Kontaktaufnahme geben, obwohl er ein gespaltenes Verhältnis zu dieser Generation hat, die ihm, so glaubt er, immer die Aufstiegsmöglichkeiten nahm, weil sie ihren Platz nicht räumen wollte. Das geht schief. Er ersetzt die nötige Empathie für die Teilnehmer durch Techniken, die Partnerfindung mit Selbstvermarktung verwechseln.
Nachdem Jan von den Teilnehmern abgewählt wurde, machen diese allein weiter. Eine Villa, die Julia gerade verkaufen soll, ist der geeignete Ort, wo sie feiern und sich öffnen können. In der Euphoriephase der Gruppendynamik beschließen sie, gemeinsam in der Villa zu leben. Die Möglichkeit, das Haus zu kaufen, besteht. Doch vor dem Notartermin steigt einer nach dem anderen aus: Friedrich hat wieder Kontakt zu seiner Frau. Britta springt wohl ab, weil Friedrich nicht mehr dabei ist. Heinz hat eine schwere Operation vor sich. Immerhin will Gila zu ihm Kontakt halten. So bleibt Julia in der zu verkaufenden Villa wieder allein zurück. Immerhin haben Frieda und Ulf „einen Draht“ gefunden. Sie wollen sich ganz behutsam näher kommen.

## Produktion
Der Film wurde im Auftrag des Südwestrundfunks (SWR) produziert. Die Dreharbeiten fanden vom 09.07. - 4. August 2014 in Baden-Baden und Umgebung statt. Die Uraufführung war am 30. Juni 2015 auf dem Filmfest München. Der Film wurde auch auf dem Festival des deutschen Films am 2. Juli 2015 in Ludwigshafen gezeigt.

## Kritiken
„Lutz Hübners Stücke, etwa Frau Müller muss weg, sind Bühnenrenner. Gefällig, aber nicht platt. Am Puls der Zeit, aber nicht böse abgründig. Mit einer Typenparade zum Lachen, Weinen und Wiedererkennen. Das alles bedient der Österreicher Paul Harather in seiner Blütenträume-Verfilmung etwas zu behäbig. Indien – von und mit Josef Hader und Alfred Dorfer – gelang ihm damals verwegener.“

„Was für einen Theaterabend vielleicht ein bisschen zu unentschlossen und beliebig in Gehalt, Form und Sprache daherkommt, ergibt im Fernsehen ein amüsantes 90minütiges Typen-Karussell, das einen durch die unterschiedlichsten Stimmungen trägt, ein bisschen Mitgefühl einholt, gute Laune verströmt und für den einen oder anderen Lacher gut ist. Harathers bestens besetzter Film ist auch ein Fest der Schauspieler, die ihre mehr oder weniger am Klischee gebauten Rollen, so gut es im Rahmen dieser Typen-Schau geht, ein eigenes Gesicht geben.“